# Amadjuak (jezero)
Amadjuak (eng. Amadjuak Lake) je jezero na Baffinovom otoku u Nunavutu, Kanada.

## Opis
Jezero Amadjuakima površinu od 3,115 km2 (3. po veličini u Nunavutu) i nalazi se na visini od 113 metara u regiji tundre Great Plain of the Koukdjuak.
Dugačko je 80 i široko 45 kilometara. Nad jezerom se uzdižu trideset metara visoke vapnenačke litice, inače rijetke u arktičkom prostoru. Uz jezero prolazi i migracijska staza karibua s Baffinova otoka, važna u prehrani ovih životinja.

## Vanjske poveznice
- Amadjuak Lake, Northwest Territories, Canada
- Amadjuak Lake  Arhivirana inačica izvorne stranice od 30. rujna 2007. (Wayback Machine)